# Cinclidae
Cinclus
Famille
Genre
Les Cinclidae (ou cinclidés) sont une famille de passereaux. Elle ne comprend que le seul genre Cinclus et cinq espèces de cincles.

## Habitats et répartition
Ces espèces sont réparties de la zone paléarctique (deux espèces) à la zone néarctique (une espèce) et à la zone néotropicale (deux espèces). Elles sont souvent appelées merle d'eau.

## Origine des noms
Le nom de cette famille vient du latin Cinclus, qui comme le nom français cincle vient du grec « kigklizô » qui signifie « qui remue sans cesse la queue »[réf. nécessaire].
On l'appelle aussi merle d'eau, en France et dans de nombreuses langues (allemand, espagnol, italien, etc.). Par contre, son nom néerlandais « waterspreeuw » se traduit par étourneau d'eau. L'anglais « dipper » peut se traduire par plongeur.

## Particularités
Ce sont les seuls passereaux capables de plonger et de nager sous la surface de l'eau[réf. nécessaire]. Leur plumage est huileux et étanche, et leur sang qui stocke le dioxygène est adapté à la plongée[précision nécessaire].

## Liste des espèces
D'après la classification de référence (version 5.2, 2015) du Congrès ornithologique international (ordre phylogénique) :
- Cinclus cinclus – Cincle plongeur - seule espèce européenne
- Cinclus pallasii – Cincle de Pallas
- Cinclus mexicanus – Cincle d'Amérique
- Cinclus leucocephalus – Cincle à tête blanche
- Cinclus schulzii – Cincle à gorge rousse